# Mary Poppins (romanzo)
Mary Poppins è il primo romanzo della serie di libri per ragazzi dedicata alla bambinaia magica, protagonista assieme a Jane, Michael John e Barbara Banks, i bambini che deve sorvegliare.
Il romanzo, scritto da Pamela Lyndon Travers e illustrato da Mary Shepard, è considerato un classico, ed è il soggetto per il film del 1964 prodotto dalla Walt Disney Company e il musical Mary Poppins.
Nel 2013 è stato prodotto un film, sempre dalla Walt Disney, chiamato Saving Mr. Banks, in cui si racconta la storia di come Walt Disney abbia ottenuto i diritti dalla Travers per produrre il pluripremiato film, dato che l'autrice era totalmente in disaccordo con il trasformare il suo libro in un cartone animato, o tantomeno in un musical.
La storia di come sia venuto in mente a Pamela Travers di scrivere un racconto riguardante la magica tata è raccontata anche nella storia autobiografica Zia Sass, scritta da lei stessa nel 1944. Nel racconto, si parla di come abbia superato la morte del padre, anche grazie alla sorella di sua madre, che come aspetto, carattere e portamento richiamava quello che, anni dopo, la Travers diede a Mary Poppins.

## Trama
(P. L. Travers, Mary Poppins)
Londra, primi anni del XX secolo. La famiglia Banks è in crisi poiché i figli maggiori, Jane e Michael, fanno fuggire tutte le tate assunte dai genitori, che non hanno tempo per dedicarsi ai figli.
Un giorno, una strana donna arriva volando dal cielo attaccata ad un ombrello e si presenta alla loro porta, con l'intento di essere la nuova governante dei due bambini. Si presenta come Mary Poppins, e la signora Winifred Banks, la madre, la assume subito. La strana donna si rivela essere severa ed austera, ma con un cuore buono ed un pizzico di magia: sa infatti far levitare gli oggetti e parlare con gli animali.
Mary ha un amico, Bert, venditore di fiammiferi ma anche disegnatore di strada, che incontra per il tè nel suo giorno libero: uno dei quali entrano in un disegno di Bert per vivere una fantastica avventura.
Mary Poppins porta i bambini a vivere avventure incredibili, come una festa sul soffitto con suo zio Albert, il quale fluttua in aria quando ride di gusto, e una passeggiata fino al negozio di pan pepato della signora Corry, una strana signora anziana che lavora con le sue due figlie, Anne e Fanny. La donna ha le dita fatte di dolciumi e dice di essere antica come la storia. La sera, quando i bambini dovrebbero dormire, Mary Poppins incontra la signora Corry, Fanny ed Anne nel parco, e tutte insieme mettono le stelle presenti sul pan pepato in cielo, sotto gli occhi increduli di Jane e Michael. 
Ma appena cambia il vento, Mary Poppins vola in cielo con il suo ombrello, non saluta i bambini ma lascia a ognuno un ricordo di sé.

## Personaggi

### Personaggi principali

#### Mary Poppins
Mary Poppins è una tata magica che si trasferisce nella casa dei Banks al numero 17 del Viale dei Ciliegi e si occupa dei bambini Banks. Non riconosce mai i suoi poteri strani e magici e fa finta di insultare quando uno dei bambini si riferisce alle loro precedenti avventure. Arriva per la prima volta da loro trasportata dal Vento dell'Est, volando con il suo magico ombrello. Alla fine del primo libro apre l'ombrello e il Vento dell'Ovest la solleva in aria e la porta lontano dai bambini.

#### Bambini Banks
Nei libri ci sono cinque bambini Banks: Jane (la maggiore), Michael, i gemelli John e Barbara e Annabel. Jane e Michael sono i più grandi e partecipano alla maggior parte delle magiche avventure con Mary Poppins; sono i più prominenti e conosciuti dei bambini Banks. John e Barbara sono due gemelli che iniziano a partecipare alle avventure solo dal secondo libro. Annabel è la più giovane e nasce a metà del secondo libro. Sebbene le età dei bambini non siano mai esplicitate, Jane ha circa sette anni in Mary Poppins, e John e Barbara festeggiano il loro primo compleanno nello stesso libro e sembrano avere circa due anni quando nacque Annabel.

#### George Banks
George Banks è il datore di lavoro di Mary Poppins. Lavora nella banca d'Inghilterra e vive al numero 17 del Viale dei Ciliegi con sua moglie e i loro figli. Nei libri è raramente presente, ma è cupamente amorevole con sua moglie e i suoi figli. È sempre occupato dal lavoro, vuole l'ordine e in gran parte del suo tempo ignora i figli e la moglie, ma in seguito il suo atteggiamento cambia in meglio, dato che Bert lo convince che mentre si concentra sul suo lavoro alla banca, tutta la sua vita, compresa l'infanzia dei suoi figli, sta passando.

#### Winifred
La signora Banks è la moglie di George Banks e madre di Jane, Michael, John, Barbara e Annabel Banks. Il suo nome non è mai stato rivelato nei libri, ma è stato dato come Winifred ne film e nel musical. Nei libri, ella è la capofamiglia dei Banks, ed è facilmente intimidita da Mary Poppins, che la tratta con un velo sottile di rispetto.

#### Bert lo spazzacamino
Lo spazzacamino, o Bert è l'amico di Mary Poppins. Nei libri, quando il tempo è bello, disegna con il gesso immagini realistiche e disegni sul marciapiede, ma quando piove, invece, vende fiammiferi ed è quindi conosciuto come L'uomo dei Fiammiferi. Svolge occasionalmente anche la professione di spazzacamino, per cui è principalmente ricordato. Mary Poppins a volte va in giro con Bert nel suo secondo giovedì di riposo. Bert è anche amichevole con i bambini di Banks e gli altri residenti del Viale dei Ciliegi. Nel film Bert ha un ruolo più importante nelle avventure dei bambini, tra cui prendersi cura dello zio di Mary Poppins, Albert e dare consigli al signor Banks.

### Personaggi secondari

#### Il Guardiano del Parco
Il guardiano del parco è un personaggio di primo piano nei libri. Appare spesso in scene ambientate nel parco, uno dei luoghi preferiti di Mary Poppins in cui portare i bambini. È molto particolare e ossessivo riguardo alle regole e i divieti del Parco. È molto confuso e talvolta infastidito dalle magiche avventure di Mary Poppins, ma ha imparato ad accettare che ci sono cose su di lei che non capirà mai. Segretamente rimpiange la sua infanzia, e trova ogni opportunità di unirsi ai giochi dei bambini Banks, come aquiloni e fuochi d'artificio. Il suo nome completo è Fred Smith e sua madre è La Donna degli Uccelli.

#### Miss Lark
La signorina Lark vive accanto al 17 del Viale dei Ciliegi. È molto ricca e vive in una grande villa. È la proprietaria di due cani: Andrew e Willoughby. Originariamente aveva solo Andrew, che è di razza pura, ma il meticcio Willoughby si unì alla famiglia dietro richiesta di Andrew (la lingua del cane tradotta in inglese da Mary Poppins). Appare in tutti i libri e di solito è sconvolta dalle buffonate magiche di Mary Poppins. La cosa più iconica di lei è la sua ossessione per i suoi cani ed è nota per portarli dal parrucchiere e persino comprare loro pellicce e stivali. 

#### Ammiraglio Boom
L'ammiraglio Boom vive nella prima casa del Viale. È un ex ufficiale della marina, ma ora vive in una casa a forma di nave con sua moglie, la signora Boom e il suo assistente, Binnacle, che è un ex pirata. È noto per il suo uso del linguaggio marinaresco, anche se, dato che i libri sono destinati ai bambini, in realtà non impreca mai. Nel film è un vicino della famiglia Banks che spara con il suo cannone per segnare il tempo; questa versione dell'ammiraglio è più adatta al tipo di marinaio "Shipshape and Bristol fashion", insistente nell'ordine e nella puntualità.

#### Domestici della famiglia Banks
Nei libri, i Banks hanno tre collaboratori domestici oltre a Mary Poppins: Ellen, Mrs. Brill e Robertson Ay. Ellen è la cameriera e anche se ama i bambini, odia doverli curare quando non ci sono bambinaie in casa. Ha quasi sempre un raffreddore. La signora Brill è la cuoca; lei non ama particolarmente Ellen, ed è spesso scontrosa senza motivo. Robertson Ay è in grado di svolgere quasi tutti i mestieri. È un ragazzino (di metà adolescenza) ed è molto pigro e smemorato, facendo cose come mettere il lustrino sul cappello del signor Banks, rovinandolo. In Mary Poppins Ritorna, si capisce che è un personaggio di una storia che Mary Poppins racconta ai bambini, che parla di un re che è stato portato fuori strada dal Folle, detto il Matto. 

### Amici e Parenti di Mary Poppins

#### Donna degli uccelli
La donna degli uccelli è una donna anziana che siede sui gradini della cattedrale di St Paul e nutre gli uccelli. Vende borse di briciole ai passanti per sfamare gli uccellini. Appare alcune volte nei libri ed è una buona amica di Mary. Successivamente viene rivelato che è la madre del guardiano del parco e il suo vero nome è Mrs. Smith. Appare nel film del 1964 interpretato da Jane Darwell (nella sua ultima apparizione cinematografica) ed è il soggetto della canzone La Cattedrale, cantata da Mary Poppins. Svolge anche un ruolo simile nel musical, dove canta anche la canzone come un duetto con Mary.

#### Mrs. Clara Corry
La signora Clara Corry è una donna estremamente anziana, che dice di essere la donna più anziana del mondo. Si dice che sia stata adolescente quando il mondo fu creato, e conobbe Guglielmo il Conquistatore e Alfredo il Grande. Possiede un negozio dove vende il panpepato. È in grado di staccarsi le dita che si trasformano immediatamente in panpepato, mentre le sue stesse dita ricrescono. Appare più volte attraverso i libri insieme alle sue figlie. La signora Corry ha un ruolo minore nel film del 1964, interpretata da Alma Lawnton. Nel musical ha un ruolo più ampio e possiede un "negozio di conversazione", cantando la canzone "Supercalifragilistichespiralidoso" al fianco di Mary e Bert. Anne e Fanny sono le figlie estremamente grandi di Mrs. Corry, che lei costantemente critica e tormenta. Di solito accompagnano la loro madre, e hanno piccoli ruoli sia nel film del 1964 che nel musical.

#### La Mucca Rossa
Una "mucca modello" autodefinita che Mary Poppins ricorda come una buona amica di sua madre. Una stella caduta una volta si impigliò nel suo corno, facendola ballare in modo incontrollabile fino a quando, in preda alla disperazione, saltò sopra la luna. Inaspettatamente, scopre di sentire la mancanza della felice sensazione che le danze le hanno dato, e su consiglio della madre di Mary Poppins decide di cercare un'altra stella. In Mary Poppins, Michael vede la Mucca Rossa camminare lungo il Viale dei Ciliegi alla ricerca di una stella, portando Mary Poppins a raccontare la sua storia ai bambini.

#### Zio Albert
Albert Wigg è lo zio di Mary Poppins, presumibilmente il fratello di sua madre; un grande uomo calvo e rotondo con una personalità gioviale. Se il suo compleanno cade di venerdì, diventa così pieno di "gas esilarante" che fluttua nell'aria. Appare nel film del 1964 interpretato da Ed Wynne canta la canzone "I Love to Laugh" con Bert. A differenza dei libri, nel film sale in aria quando ride di gusto, e per scendere a terra deve pensare a cose estremamente tristi. È assente nel musical.

#### Maia
La seconda figlia delle sette Pleiadi, Maia visita i bambini durante i loro acquisti natalizi per comprare regali per tutte le sue sei sorelle.

#### Lo Spazzacamino
Lo Spazzacamino appare in alcune occasioni, è un operaio frequentemente presente nel Viale dei Ciliegi. Ha lavorato per Miss Lark, l'ammiraglio Boom e la famiglia Banks. Ritiene che sia un augurio di buona fortuna stringere la mano con uno spazzacamino, quindi incoraggia tutti quelli che lo incontrano a stringergli la mano. Egli è particolarmente amichevole con i bambini Banks e, in un'occasione, insieme a Bert e al guardiano del parco, li accompagna per far scoppiare i fuochi d'artificio.

## Adattamento cinematografico
Secondo il DVD del 40 ° anniversario del film nel 2004, Walt Disney ha inizialmente tentato di acquistare i diritti cinematografici di Mary Poppins da P. L. Travers già nel 1938, ma fu respinto perché la Travers non credeva che una versione cinematografica dei suoi libri avrebbe reso giustizia alla sua creazione e non voleva un cartone animato basato su di esso. I libri erano stati uno dei preferiti delle figlie di Disney quando erano bambine, e alla fine lui riuscì ad acquistare i diritti nel 1961, sebbene la Travers esigesse e ottenesse i diritti di approvazione della sceneggiatura.
Il processo di pianificazione del film e la composizione delle canzoni hanno richiesto circa due anni. Mary Poppins è interpretata dall'attrice britannica Julie Andrews. Il cast della Disney includeva Dick Van Dyke nel ruolo di supporto di Bert, mentre i bambini Banks sono stati interpretati da Karen Dotrice e Matthew Garber. Il film presenta notevoli differenze rispetto al romanzo originale, come il fatto che non includa i personaggi di John, Barbara, o Annabel Banks, e che Mary Poppins stessa sia stata descritta come notevolmente più gentile.

## Seguiti
Dopo il notevole successo riscosso da Mary Poppins, Pamela Travers scrisse un seguito nel 1935, intitolato Mary Poppins ritorna, in cui la magica tata torna una seconda volta dai bambini Banks. Nel 1943 la Travers pubblica il terzo libro della serie, Mary Poppins apre la porta, che segna l'ultimo arrivo della tata al 17 del Viale dei Ciliegi. In seguito uscirono altri cinque romanzi, ognuno dei quali racconta avventure ambientate nell'arco temporale dei primi tre, perché, come dice la Travers stessa nella nota di Mary Poppins nel parco, il quarto libro, "lei non può arrivare e partire per sempre."

## Curiosità
L'autrice del romanzo, Pamela Lyndon Travers, è stata rappresentata nel 2013 nel film Saving Mr. Banks, che racconta appunto la sua vita nonché i rapporti di amicizia e lavoro, talvolta conflittuali, tra lei e Walt Disney negli anni '60, durante la lavorazione del film Mary Poppins. Alla fine del film, un vecchio registratore a bobine fa sentire la vera voce della scrittrice, forse ultima testimonianza e ricordo di quei tempi.

## Edizioni
- P. L. Travers, Mary Poppins, traduzione di Letizia Bompiani, illustrazioni di Mary Shepard, Bompiani, 24 dicembre 1935, pp. 214.
- P. L. Travers, Mary Poppins, traduzione di Letizia Bompiani, illustrazioni di Mary Shepard, Bompiani, 25 novembre 1973,  p. 213.
- P. L. Travers, Mary Poppins, traduzione di Letizia Bompiani, illustrazioni di Mary Shepard, Bompiani, collana I delfini, 19 settembre 2001,  p. 192, ISBN 9788845126611.
- P. L. Travers, Mary Poppins, traduzione di Letizia Bompiani, illustrazioni di Mary Shepard, Rizzoli, novembre 2016,  p. 211, ISBN 9788817075572.
- P. L. Travers, Mary Poppins, traduzione di Letizia Bompiani, illustrazioni di Julia Sarda, Rizzoli, 10 novembre 2016,  p. 226, ISBN 9788817086134.
- P. L. Travers, Mary Poppins, traduzione di Marta Barone, illustrazioni di Mary Shepard, Rizzoli, 10 novembre 2016,  p. 200, ISBN 9788817104739.
- P. L. Travers, Una passeggiata con Mary Poppins, traduzione di Berenice Capatti, illustrazioni di Hélène Druvert, Rizzoli, 9 novembre 2017,  p. 30, ISBN 9788817096768.
- P. L. Travers, Mary Poppins, traduzione di Letizia Bompiani, illustrazioni di Lauren Child, Rizzoli, 4 dicembre 2018,  p. 190, ISBN 9788817108690.